# Лох-Лохи
Лох-Лохи (англ. Loch Lochy, гэльск. Loch Lochaidh) — пресноводное озеро в Шотландии. Расположено в долине Глен-Мор, область Хайленд, самое южное среди озёр Глен-Мора. Через озеро проходит Каледонский канал. Объём воды — 1,1 км³. Высота над уровнем моря — 29 м.